# 吉田邦博
吉田 邦博（よしだ くにひろ、1958年 - 2013年11月23日）は、日本の文筆家。

## 来歴
福岡県生まれ。駒澤大学仏教学部卒業。國學院大學神道學専攻科修了。原始仏教から神道学、さらにキリスト教をはじめとする西洋思想など多岐にわたるテーマで幅広く執筆活動を行う。2013年11月23日没。
著書に「図説古事記と日本の神々」「古事記入門」「古事記と日本の神々がわかる本」「図説いちばんわかりやすい古事記入門」など。